# ایتون (کلرادو)
ایتون (به انگلیسی: Eaton) شهری در ایالت کلرادو کشور ایالات متحده آمریکا است که جمعیت آن در سرشماری سال ۲۰۱۰ میلادی، ۴٬۳۶۵ نفر بوده‌است.